# Warrnambool
Warrnambool es una ciudad ubicada en el estado de Victoria, Australia. En 2014, la población era de 33,948 habitantes. Situado en la Carretera Princes, marca el final del oeste de la Carretera Gran Océano y al sur, el de la Carretera Hopkins.

## Historia
La palabra Warrnambool es originaria de los indígenas Australianos, nombre debido a la cercanía con un cono volcánico. Puede ser interpretado de diferentes maneras, por ejemplo, como tierra entre dos ríos, dos pantanos o mucha agua.
Una leyenda popular es que los primeros europeos en descubrir Warrnambool eran Cristóvão de Mendonça y su tripulación que inspeccionó la costa cercana y fueron abandonados cerca del sitio de la actual ciudad ya en el siglo XVI, con base en los informes no verificados de descubrimiento de ballenero local el naufragio de un barco de caoba. La procedencia de la nave se ha atribuido indistintamente a Francia, China, España y Portugal. No hay evidencia física que sugiera que alguna vez existió.
La Lady Nelson al mando del teniente James Grant navegó a lo largo de la costa, en diciembre de 1800 y nombrado varias características, seguido por Matthew Flinders y el investigador y explorador francés Nicolas Baudin, que registró hitos costeros, en 1802. La zona era frecuentada por los balleneros a inicios del siglo XIX.
Los primeros colonos llegaron en la década de 1840 en la zona de Lady Bay, que era un puerto natural. La ciudad fue examinado en 1846 y estableció poco después, la apertura oficina de correos el 1 de enero de 1849.
Durante la fiebre del oro victoriana, Warrnambool se convirtió en un importante puerto y creció rápidamente en la década de 1850, beneficiándose de la propiedad privada de las inmediaciones de Port Fairy. Se fue declarado como municipio en 1855, y se convirtió en una ciudad en 1863. Warrnambool fue declarada ciudad en 1883, y una ciudad en 1918. oficinas de correos se abrió en Warrnambool Sur en 1937 (cerrado 1973), Warrnambool Oriente en 1946, y Warrnambool Norte en 1947 (cerrado 1975).

## Personas notables
- Tom Ballard y Alex Dyson - Presentadores de radio
- Ben Barber - Actor
- Sam Grayson, The Androids - Banda de pop rock
- Smoky Dawson - Músico country (nacido en Collingwood y criado en Warrnambool)
- Sir John Eccles - Ganador del premio Nobel de medicina y fisiología en 1963
- Dave Hughes - Comediante
- Paul Jennings - Autor infantil (reside en Warrnambool)
- Sally Walker - Profesor de ley
- Airbourne - Banda de hard rock
- Marc Leishman - Golfista
- Christian Ryan - Medalla olímpica de plata en remo en 2000
- Michelle Ferris - Medalla olímpica de plata en ciclismo en 1996 y 2000
- Jonathan Brown, Leon Cameron, Paul Couch, Simon Hogan, Jordan Lewis, Brent Moloney, Noel Mugavin, Kevin Neale, Matt Maguire, Billie Smedts, Wayne Schwass, Michael Turner, Alan Thompson, Phil Stevens, Ken Newland y Martin Gleeson - Jugadores de fútbol australiano

- Datos: Q705867
- Multimedia: Warrnambool / Q705867

1. ↑  Worldpostalcodes.org, código postal n.º 3280.